# Omar Elramli
Omar Elramli es un deportista egipcio que compite en judo. Ganó dos medallas en el Campeonato Africano de Judo, oro en 2023 y plata en 2025.

## Palmarés internacional
| Campeonato Africano | Campeonato Africano      | Campeonato Africano | Campeonato Africano |
| Año                 | Lugar                    | Medalla             | Categoría           |
| ------------------- | ------------------------ | ------------------- | ------------------- |
| 2023                | Casablanca (Marruecos)   | Medalla de oro      | –90 kg              |
| 2025                | Abiyán (Costa de Marfil) | Medalla de plata    | –100 kg             |